# Wilhelm Edner
Wilhelm Edner (Malmö, Suecia, 1868 - ?) fue un empresario y escritor sueco. Fundó su primer negocio de café en 1894, posteriormente, fundaría la empresa Bona AB, relacionada con la protección de la madera, en 1910.